# George Busk

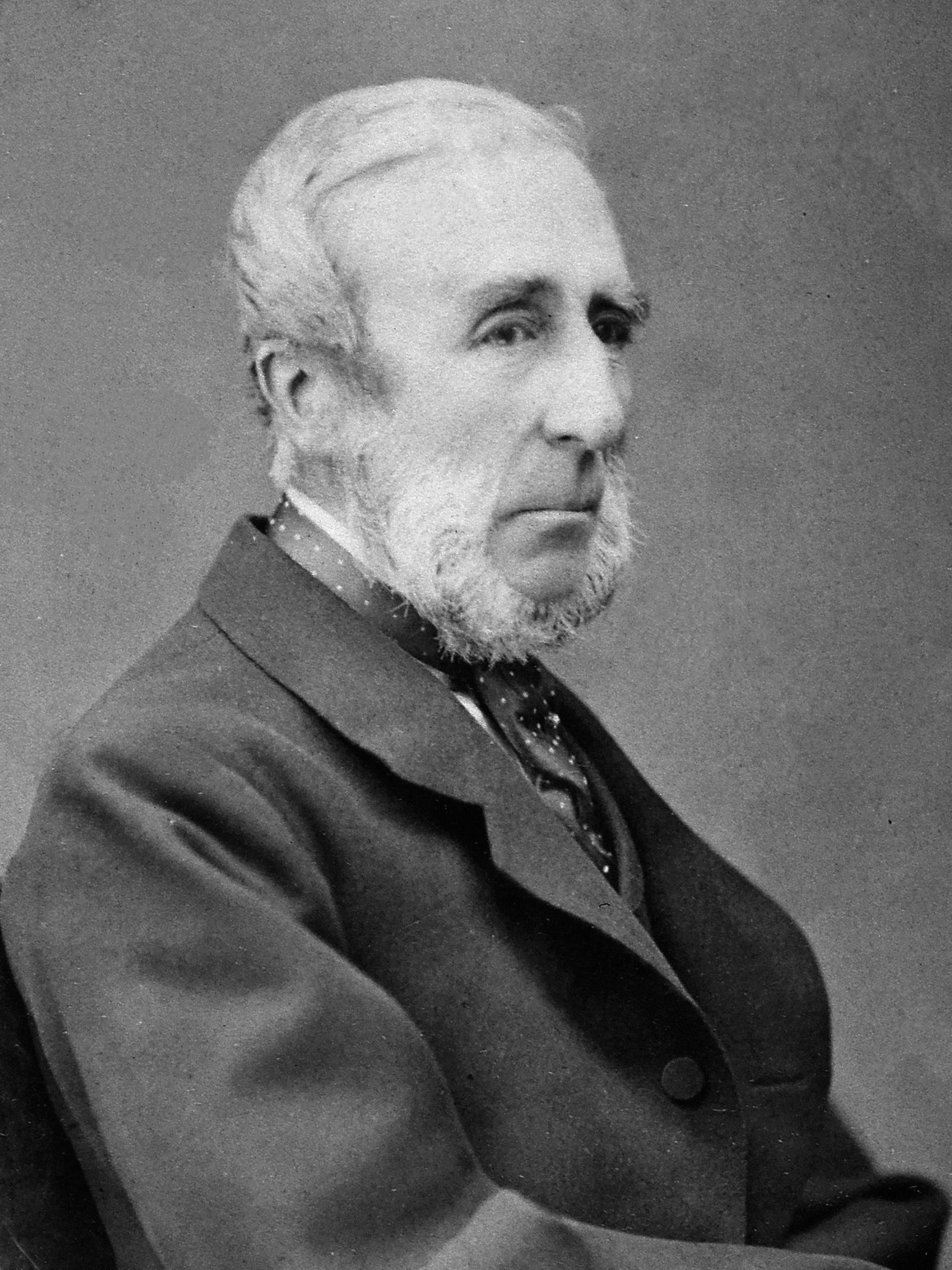
George Busk

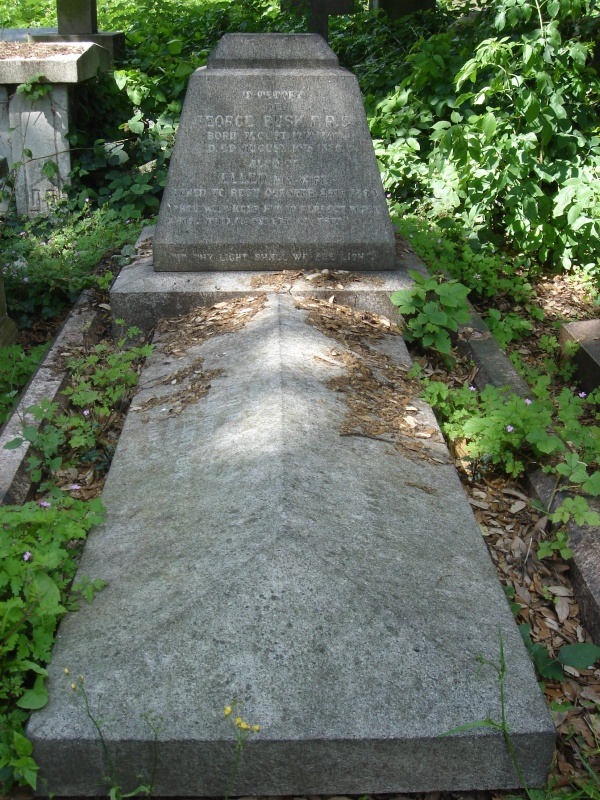
Grabstein im Kensal Green Cemetery, London

George Busk (* 12. August 1807 in Sankt Petersburg; † 10. August 1886 in London) war ein britischer Marine-Chirurg, Zoologe und Paläontologe.

## Leben und Wirken
Busk war der Sohn des Händlers Robert Busk. Er studierte in London sowohl am St Thomas’ Hospital als auch am St Bartholomew’s Hospital. 1832 wurde er als Assistenz-Chirurg an das Greenwich Hospital in London berufen.
Als Marinearzt diente er zunächst auf der HMS Grampus, später für viele Jahre auf der HMS Dreadnought, die schon an der Schlacht von Trafalgar teilgenommen hatte. Zu Busks Zeiten wurde das Schiff von der Seamen’s Hospital Society als Hospitalschiff für ehemalige Mitglieder der Handelsmarine oder der Fangflotte sowie ihre Angehörigen. In dieser Zeit machte Busk wichtige Beobachtungen in Bezug auf Cholera und Skorbut.
1855 zog Busk sich aus dem Dienst zurück und ließ sich in London nieder, wo er sich vor allem dem Studium der Zoologie und Paläontologie widmete. Schon 1842 war er beteiligt an der Veröffentlichung des Microscopical Journal; später war er Mitherausgeber der wissenschaftlichen Zeitschriften Quarterly Journal of Microscopical Science (1853–1868) und Natural History Review (1861–1865).
Von 1856 bis 1859 bekleidete Busk die Stelle des Hunterian Professor der Vergleichenden Anatomie und Physiologie am Royal College of Surgeons of England und wurde 1871 Präsident des Colleges. Er wurde 1850 zum Fellow of the Royal Society gewählt und war aktives Mitglied der Linnean Society, der Geological Society and Präsident des Anthropological Institutes (1873–1874). Busk erhielt die Royal Medal der Royal Society, 1885 die Wollaston-Medaille der Geological Society und 1878 die Lyell-Medaille.
Busk war die führende Autorität auf dem Gebiet der Polyzoa; später befasste er sich mit den Überresten von Vertebraten aus Höhlen und Fluss-Ablagerungen. Er starb 1886 in London und ist auf dem Kensal Green Cemetery in London begraben.
Heute ist Busk vor allem deshalb noch bekannt, insbesondere unter Paläoanthropologen, weil er 1864 die Beschreibung eines 1848 entdeckten Neandertaler-Schädels publizierte und ihn korrekt einordnete. Dieser Schädel aus dem Kalksteinbruch Forbes’ Quarry in Gibraltar (Archivbezeichnung: Gibraltar 1) war vollständiger erhalten als der des 1856 entdeckten, namensgebenden Fossils Neandertal 1 aus der Nähe von Düsseldorf, ähnelte diesem aber so sehr, dass Busk den Gibraltar-Schädel – als zweiten, unabhängigen Nachweis – der gleichen Art, Homo neanderthalensis, zuschrieb. Zudem übersetzte er die Fundbeschreibung des namensgebenden Neandertalers aus dem Deutschen ins Englische und sorgte so maßgeblich für deren Kenntnisnahme außerhalb Deutschlands.